# Mahal (Israel)

Voluntários franceses Mahal no Negev durante a Operação Horev.

Mahal, mais frequentemente escrito como Machal (em hebraico:  מח"ל), refere-se ao grupo de voluntários estrangeiros que lutaram ao lado das forças israelenses durante a Guerra Árabe-Israelense de 1948. Cerca de 4.000 voluntários, a maioria judeus, mas também não-judeus, chegaram de todo o mundo. Mahal é um acrônimo de מתנדבי חוץ לארץ  (M itnadvei H utz L aAretz, "voluntários do exterior").
O sistema Mahal foi dissolvido após a guerra e a maioria dos voluntários voltou para casa, embora alguns tenham permanecido no país como residentes permanentes.

## História
Muitos membros do Mahal eram veteranos da Segunda Guerra Mundial das Forças Armadas dos Estados Unidos e da Grã-Bretanha. Os exércitos aliados foram reduzidos consideravelmente após o fim da guerra e muitos soldados foram desmobilizados; além disso, a experiência de serviço tornou-se mundana e não agradou a alguns militares, principalmente pilotos. Em várias circunstâncias, eles foram convidados ou ouviram falar da luta do Estado judeu pela independência e se ofereceram como voluntários. Em alguns casos, aqueles que se alistaram não tinham experiência militar anterior. Havia judeus e cristãos, tanto partidários ideológicos do sionismo quanto mercenários.
O movimento Ha'apala, também chamado de Aliyah Bet, que tentou escapar do bloqueio naval britânico de 1939 e 1948 que restringia a imigração judaica à Palestina, foi auxiliado por 236 ex-militares Machal das marinhas aliadas como tripulações de dez navios clandestinos de refugiados judeus, de sessenta e seis embarcações participantes.
A Guerra Árabe-Israelense de 1948 viu aproximadamente 3.500 voluntários estrangeiros de 58 países entre as forças judaicas, de um total estimado de 29.677–108.300 (cresceu consideravelmente em tamanho devido ao aumento dos níveis de militarização). Um total de 123 Mahalniks foram mortos em batalha (119 homens e 4 mulheres).
Um dos mais famosos voluntários Machal foi Mickey Marcus, um coronel judeu do Exército dos Estados Unidos que se tornou o primeiro Aluf moderno de Israel. A experiência de guerra de Marcus foi vital na Batalha de Jerusalém de 1948. Outros Mahalniks importantes foram o oficial canadense Ben Dunkelman e o piloto americano Milton Rubenfeld, e o Major Wellesley Aron, um judeu-palestino nascido na Inglaterra que havia comandado uma unidade do Exército Britânico durante a Segunda Guerra Mundial. Em 1947, durante uma viagem de palestras pelos Estados Unidos, ele foi solicitado pelo Haganah para organizar o recrutamento de homens com "know-how" que pudessem ajudar na defesa do Estado recém-criado.

## Ajuda à Força Aérea de Israel
A maior presença Mahal foi sentida na Força Aérea de Israel (FAI), representando quase dois terços de seu efetivo, a ponto do inglês ultrapassar o hebraico como o idioma de serviço operacional da FAI.

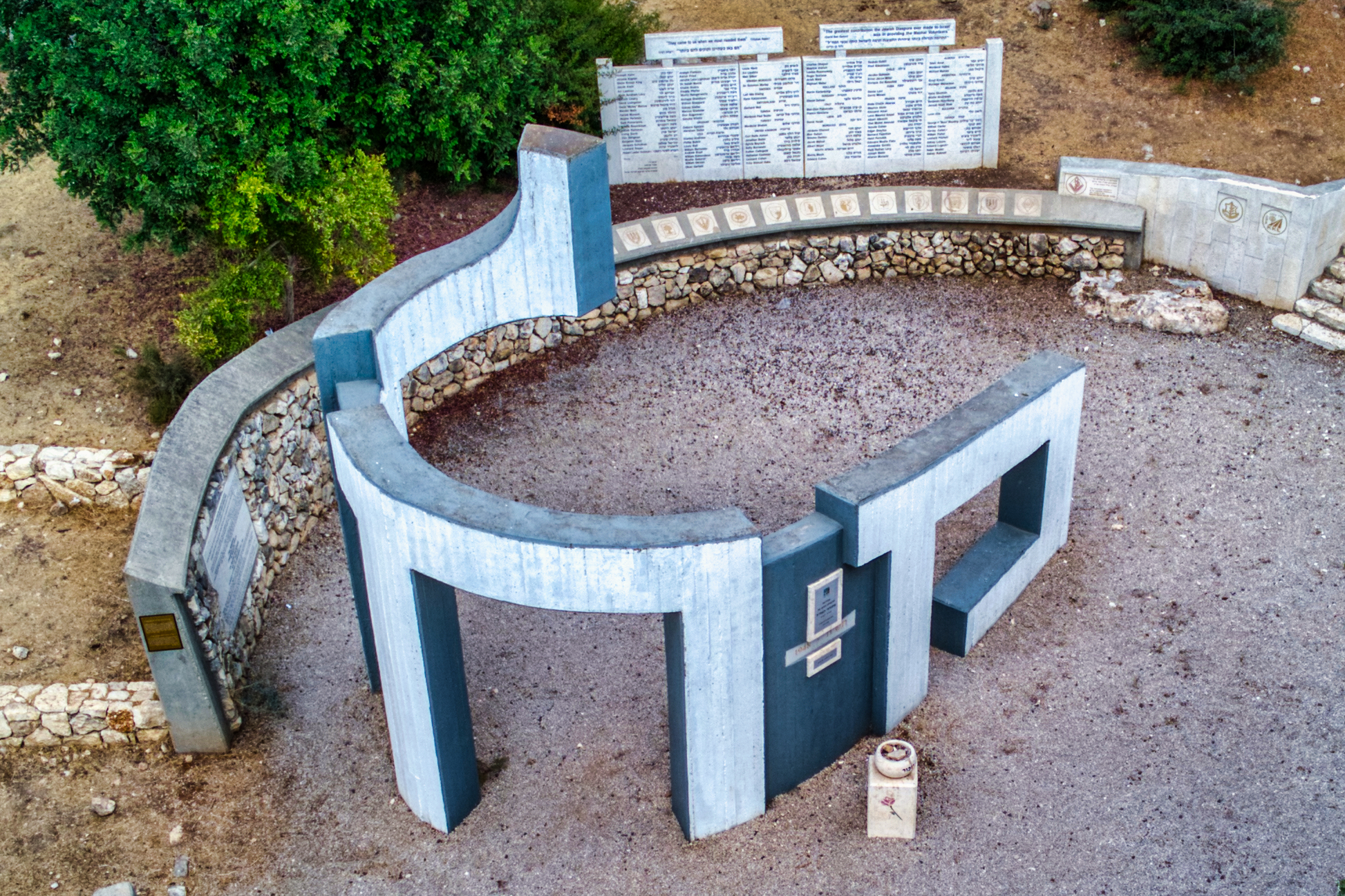
Memorial Mahal em Shaar HaGai), celebrando os 119 estrangeiros mortos.

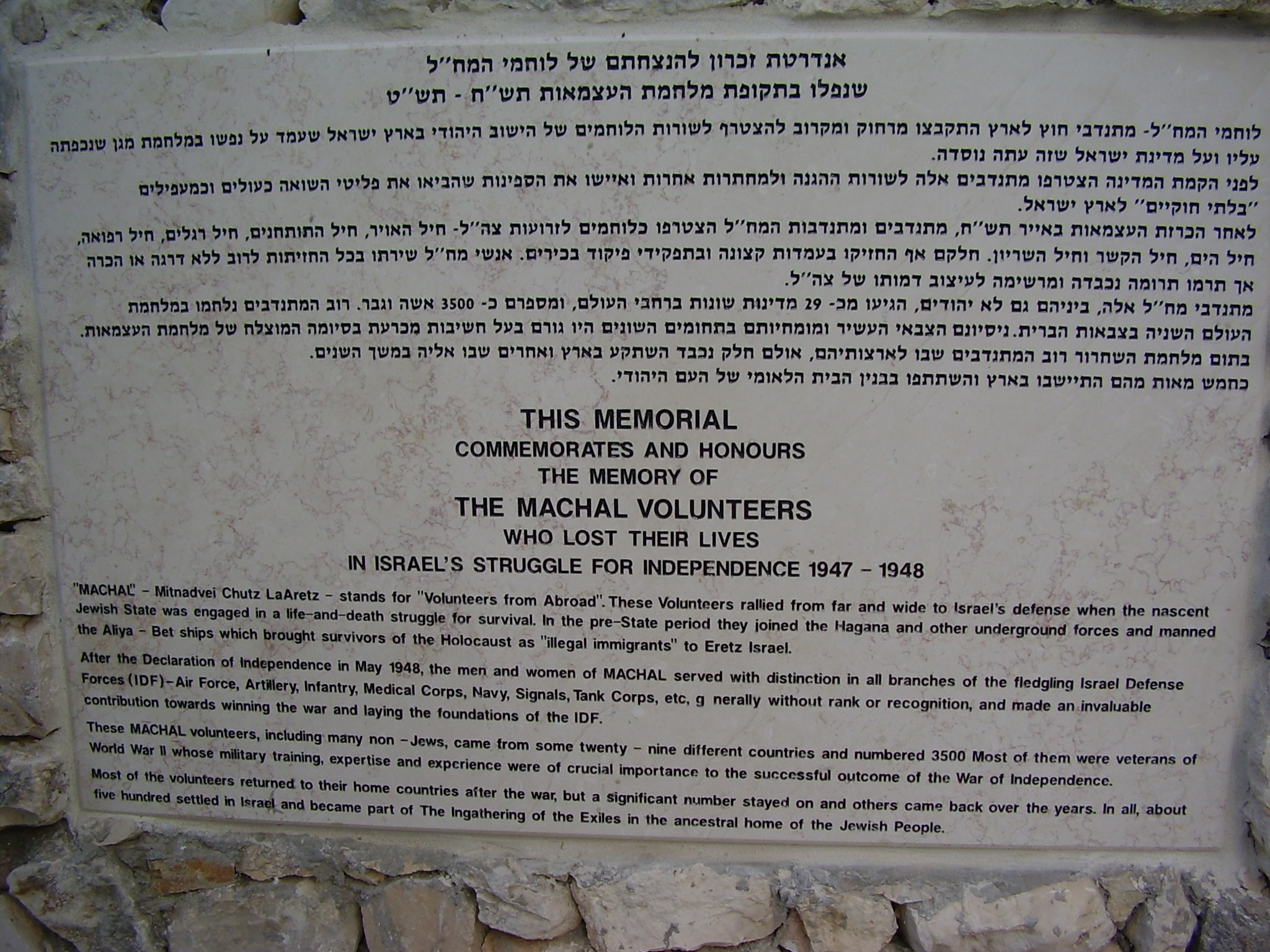
Inscrição no memorial com os nomes dos Mahal tombados.

Voos de carga voados por tripulações aéreas Mahal transportaram armas e suprimentos para a Palestina da Europa e milhares de refugiados judeus de países árabes. Durante o cerco do Exército Egípcio à região do Negev em 1948, os pilotos Mahal transportaram milhares de toneladas de suprimentos para comunidades atrás das linhas inimigas, geralmente através de pousos noturnos de grandes aviões de carga e aviões convertidos realizados em pistas de areia improvisadas e não pavimentadas, iluminadas à mão por lamparinas a óleo. O Machal americano Al Schwimmer fundou a Companhia Bedek, a qual eventualmente se tornou a Israel Aircraft Industry (IAI), que ele comandou por muitos anos.
A integração do pessoal Mahal nas Forças de Defesa de Israel não ocorreu sem dificuldade. Ocorreram atritos e mal-entendidos ocasionais em relação ao serviço de alguns Machalniks, seja contra o estabelecimento militar ou com outros combatentes nativos do Yishuv. Alguns mal-entendidos estavam enraizados nas diversas origens culturais e mentalidades, enquanto outros eram discussões sobre salários não pagos quando prometidos, ou sobre condições de serviço que eram inferiores às expectativas dos voluntários, e alguns voluntários achavam que haviam recebido tarefas não compatíveis com suas habilidades e experiência. A categoria de voluntários “Machal” não levava em conta as circunstâncias de unidades especiais de combate ou pertencentes a unidades constituídas com base na origem étnica ou categoria profissional. Além disso, as diretrizes do comando de pessoal classificaram alguns dos voluntários como imigrantes e não como voluntários destinados a retornar à sua terra de origem.
O apoio logístico da fundação da FAI foi fornecido por vários grupos da diáspora que adquiriram aviões nos meses críticos de 1948-49. Uma dessas atividades importantes na Austrália levou à exportação para Israel de seis aviões, apesar do bloqueio de armas imposto apenas contra Israel entre os combatentes.
Poucas horas antes do cessar-fogo final em 7 de janeiro de 1949, um vôo de quatro Spitfires da RAF britânica contornou a fronteira sul de Israel em um vôo de reconhecimento. Eles foram atacados por um par de Spitfires da Força Aérea Israelense, resultando na derrubada de três dos aviões britânicos. Os Spitfires israelenses foram pilotados pelos voluntários Mahal "Slick" Goodlin (EUA) e John McElroy (Canadá). Ambos eram ex-pilotos da Força Aérea do Exército dos EUA e da Real Força Aérea Canadense, respectivamente, e veteranos da Segunda Guerra Mundial.
O Major-General Herzle Bodinger, que foi Comandante da FAI em 1992-1996, disse sobre os voluntários estrangeiros:

“Os militares aeronáuticos não-israelenses desempenharam um papel crucial na consecução dos objetivos da FAI e no estabelecimento da infraestrutura organizacional da força.”

## Legado e comemoração

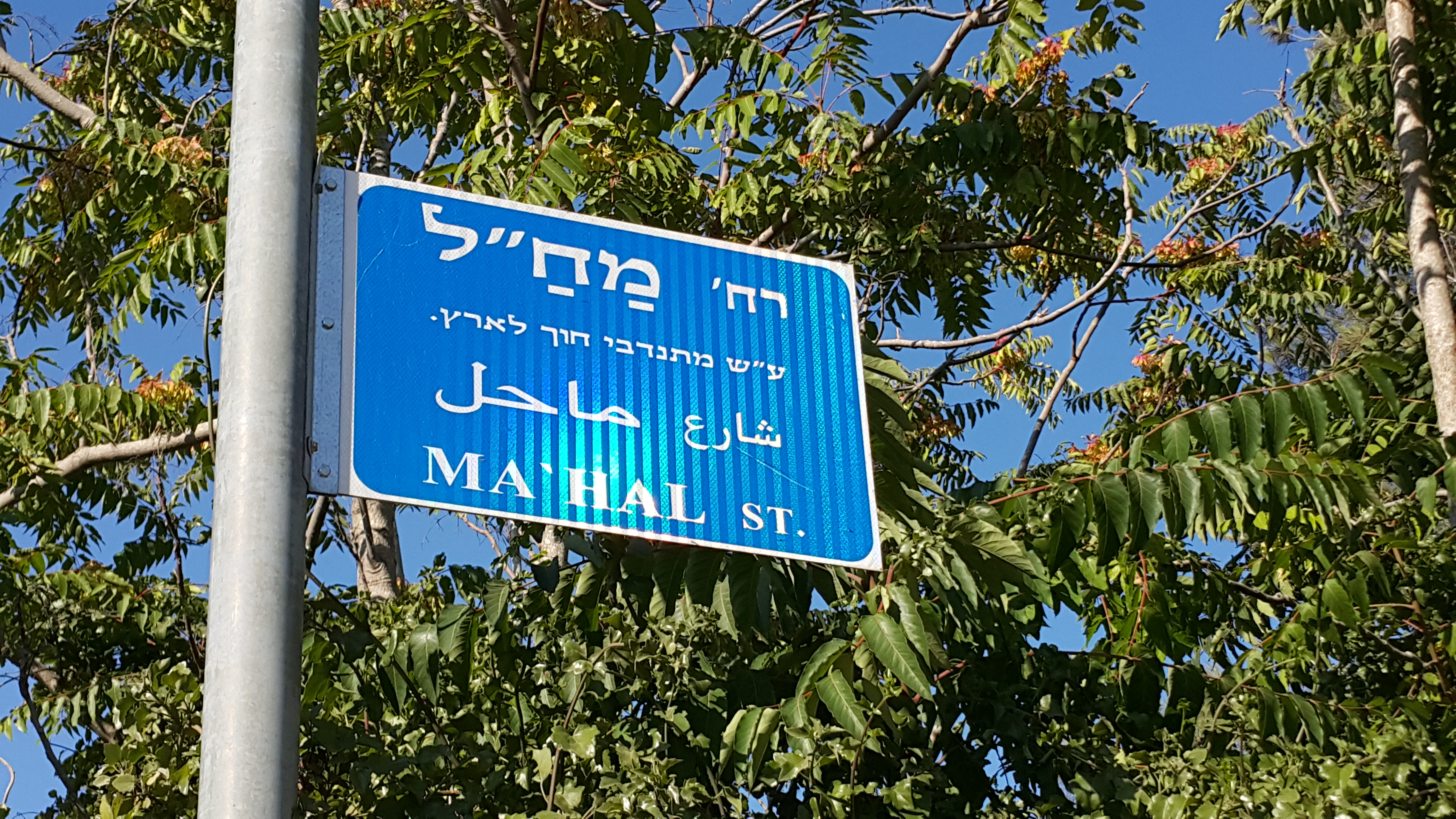
Rua Mahal, Jerusalém.

Após o fim da guerra em 1949, a maioria dos Mahal voltou para seus países de origem. Alguns permaneceram para viver em Israel; a vila de Kfar Daniel perto de Lod foi fundada por veteranos Mahal da América do Norte e do Reino Unido. O então primeiro-ministro David Ben-Gurion disse que "as Forças Mahal foram a contribuição mais importante da diáspora para a sobrevivência do Estado de Israel".
Um memorial em homenagem aos voluntários Mahal foi erguido perto de Sha'ar HaGai, na estrada de Tel Aviv para Jerusalém. Nele está inscrito um versículo de Josué 1:14: "Todos os valentes passarão armados entre vossos irmãos e os ajudarão."

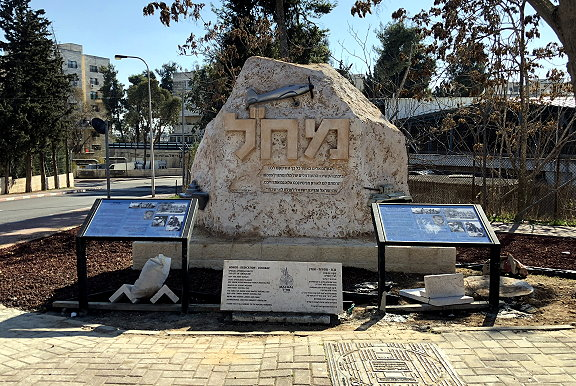
Memorial de Jerusalém para o Machal, os Voluntários Estrangeiros que ajudaram a fundar Israel durante a Guerra da Independência.

Ao longo dos anos, a mudança nas configurações das estradas tornou obscura a acessibilidade ao memorial de Sha'ar HaGai, com uma queda significativa na visitação. A consciência contemporânea do papel vital dos Mahal no nascimento de Israel diminuiu. A Jewish American Society for Historic Preservation (Sociedade Judeu-Americana para Preservação Histórica) reconheceu o problema e a necessidade da memória histórica. Em dezembro de 2017, um novo memorial Mahal foi dedicado na rua Mahal em Jerusalém, em frente ao Museu da Colina da Munição de Jerusalém para a Batalha da Colina da Munição durante a Guerra dos Seis Dias.
O memorial, financiado pela Jewish American Society for Historic Preservation, e pelos American Veterans of Israel Legacy Corporation, foi projetado pelo notável artista israelense Sam Philipe. O Memorial é uma enorme rocha em relevo que simboliza o Mahal como uma das rochas fundamentais no nascimento de Israel. Montados na pedra estão símbolos esculpidos em bronze de ramos das Forças de Defesa de Israel para as quais o Mahal contribuiu - Força Aérea, Exército e Marinha. O novo memorial Mahal, com sua sinalização histórica interpretativa, é visto por centenas de milhares de visitantes por ano.

## Programas voluntários hoje
Residentes no exterior podem servir nas FDI por meio de vários programas de voluntariado que são para jovens não-israelenses de origem judaica que são residentes legais em Israel (e descendentes de um avô judeu) e israelenses no exterior com menos de 24 (homens), 21 (mulheres) e 36 anos (médicos). Os programas consistem tipicamente em 18 meses de serviço militar (21 meses, se o programa de estudo FDI-Hebraico, ou ulpan, for necessário), incluindo treinamento estendido para aqueles que ingressam em unidades de combate ou 1 mês de treinamento não-combatente. Todos os voluntários estrangeiros servem em unidades militares israelenses regulares.
O Sar-El é outro programa voluntário das FDI aberto a judeus e não-judeus, que se concentra no apoio não-combatente.

## Membros notáveis do Mahal
- Chalmers Goodlin
- Paul Kor
- Ralph Lowenstein
- Mickey Marcus
- Tom Derek Bowden
- Milton "Milt" Rubenfeld
- Paul L. Smith